# Чомбе, Жозеф
Жозеф Капенда Чомбе (фр. Joseph Kapend Tshombe; 1880, Сандоа — 1951, Мусумба) — конголезский предприниматель, основатель торгово-промышленной компании Établissements Joseph Kapend & Fils. Первый миллионер-африканец Бельгийского Конго. Отец Моиза Чомбе.

## Происхождение
Родился в семье купца-африканца из региона Катанга. Семейство Капенда принадлежало к племени лунда. Предки Жозефа Капенды издавна занимались торговлей с португальцами и арабами в портах Луанда и Лобиту. Обменивали слоновую кость и леопардовые шкуры на ткани и промышленные изделия.
Жозеф Капенда владел французским языком как родным и изучил бухгалтерское дело. Это давало серьёзные преимущества в Бельгийском Конго. В 1914 году Капенда открыл собственный бизнес — торговлю солью и маниоком в Мусумбе. «Маниок» на местном наречии произносится «Tshomba» — «Чомба». Жозеф Капенда, развернувший в больших масштабах маниочный бизнес, получил прозвище Чомбе. Вскоре оно стало частью личного имени и передалось потомству как фамилия.
В 1918 году разбогатевший простолюдин Жозеф Капенда Чомбе женился на Луизе Кат А’Камин, дочери верховного вождя лунда. В браке имел 11 детей, в том числе Моиза Чомбе.

## Бизнес
К началу 1940-х годов Жозеф Капенда Чомбе владел сетью плантаций, отелей, магазинов, промышленных мастерских, складов, мельниц, автопарков. Установил регулярные торговые отношения с Португальской Анголой. Стал первым миллионером-африканцем, обладал состоянием в 1,5 миллиона бельгийских франков (в современных евро сумма была сравнительно невелика — около 37,5 тысяч). Являлся самым успешным предпринимателем Бельгийского Конго. Он первым из коренного населения Конго приобрёл автомобиль (1928, марка Chevrolet), оказался первым конголезцем, посетившим Бельгию за свой счёт (1948).
По характеру Капенда Чомбе отличался жёстким прагматизмом, деловой хваткой и склонностью к инновациям. Исповедовал протестантскую религию.
В 1942 году Жозеф Капенда Чомбе с сыновьями Моизом и Давидом учредили торгово-промышленную компанию Établissements Joseph Kapend & Fils — первую в Бельгийском Конго коммерческую структуру европейского типа.
После кончины Жозефа Чомбе члены его семьи унаследовали бизнес-активы.

## Взгляды
Формально Жозеф Капенда Чомбе пользовался в бельгийской колонии всеми правами европейца. Однако реально он подвергался расовой дискриминации — ему был затруднён доступ к банковским кредитам, многие партнёры отказывались от сделок, администрация предоставляла преимущества его конкурентам. Это побуждало Капенду Чомбе к общественной активности антиколониального характера.
Взгляды отца оказали серьёзное влияние на Моиза Чомбе. Президент Катанги и премьер-министр Республики Конго впоследствии отмечал, что его отец считал необходимым перенять у белых навыки системной организации и государственного устройства. Чомбе-старший напоминал сыну, что принадлежность к роду вождей налагает обязательства перед конголезским народом. В духе буржуазно-националистической идеологии Жозеф Капенда Чомбе предсказывал, что «победа придёт, когда деньги будут давать такую же силу, что аристократическое происхождение».